# Cantone di Toul-Nord
Il Cantone di Toul-Nord era una divisione amministrativa dell'arrondissement di Toul.
È stato soppresso a seguito della riforma complessiva dei cantoni del 2014, che è entrata in vigore con le elezioni dipartimentali del 2015.
Comprendeva parte della città di Toul e i comuni di:
- Aingeray
- Boucq
- Bouvron
- Bruley
- Dommartin-lès-Toul
- Écrouves
- Fontenoy-sur-Moselle
- Foug
- Gondreville
- Lagney
- Laneuveville-derrière-Foug
- Lay-Saint-Remy
- Lucey
- Ménil-la-Tour
- Pagney-derrière-Barine
- Sanzey
- Sexey-les-Bois
- Trondes